# بیکاری فناورانه
بیکاری فناورانه یا بیکاری تکنولوژیک (به انگلیسی:Technological unemployment) به از دست دادن مشاغل ناشی از تغییرات و پیشرفت در تکنولوژی اشاره دارد. بیکاری تکنولوژیک یک نوع بیکاری ساختاری است. 

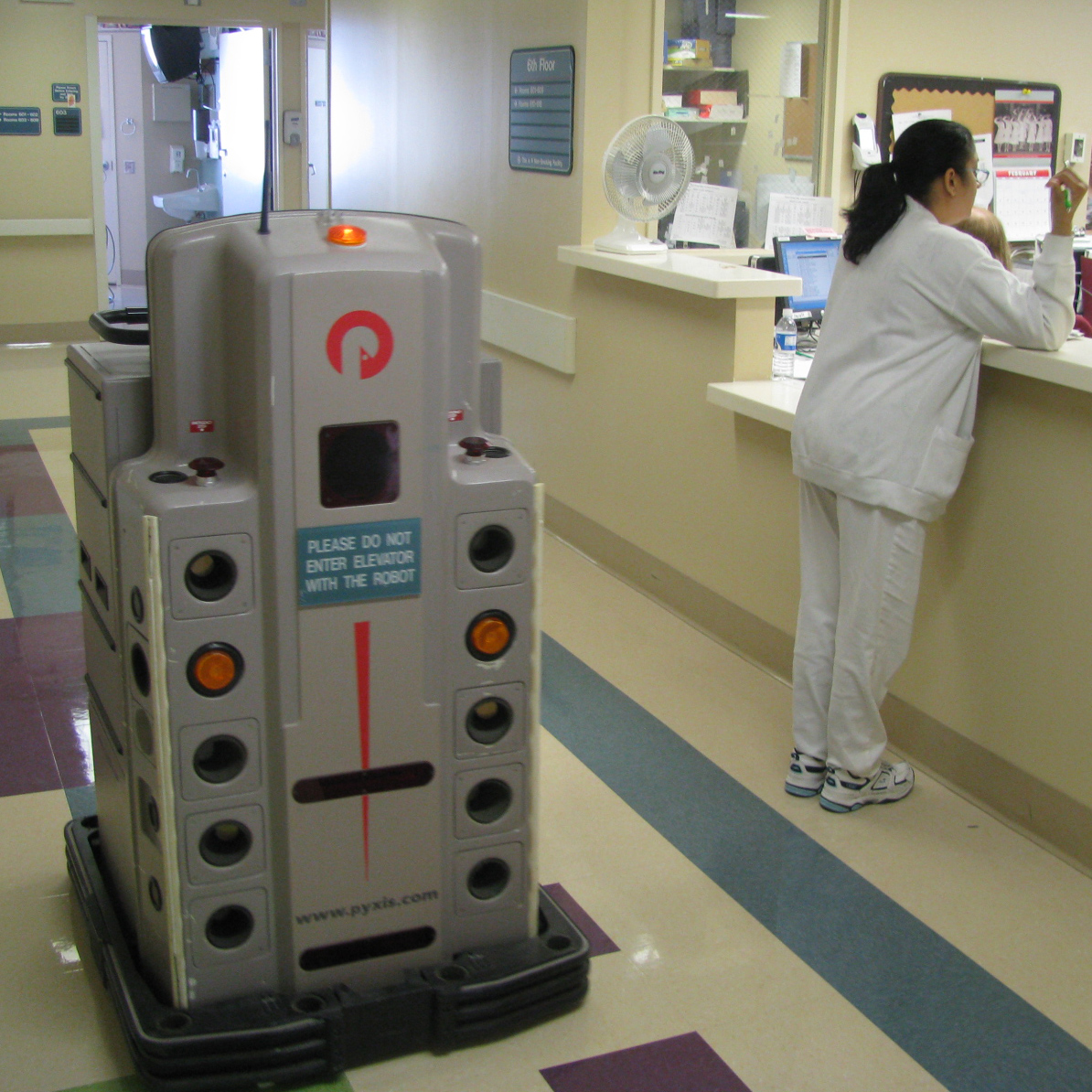
در قرن بیست و یکم، ربات‌ها نه تنها در بخش تولید، بلکه در بخش خدمات نیز در حال شروع به ایفای نقش هستند.

تغییرات تکنولوژیکی معمولاً شامل معرفی ماشین‌های «مکانیکی-عضلانی» برای حذف کار دستی یا فرآیندهای «ذهنی- مکانیکی» کارآمدتر (خودکارسازی) می‌شود و نقش انسان در این فرایندها را به حداقل می‌رسد. همان‌طور که حیواناتی چون اسب‌ها به‌تدریج به‌عنوان وسیله‌ای برای حمل‌ونقل با خودرو و کارگر با تراکتور منسوخ شدند، مشاغل انسان‌ها نیز در طول تاریخ مدرن تحت تأثیر قرار گرفته‌اند. نمونه‌های تاریخی شامل بافندگان صنعتگر بریتانیایی است که پس از معرفی ماشین‌های بافندگی مکانیزه به فقر رسیدند. در طول جنگ جهانی دوم، دستگاه «Bombe» آلن تورینگ هزاران داده رمزگذاری شده به ارزش هزاران سال را در چند ساعت فشرده و رمزگشایی کرد. یک مثال معاصر از بیکاری تکنولوژیک، حذف صندوق‌داران خرده‌فروشی توسط پدیده‌هایی چون فروشگاه‌های بدون صندوق‌دار همانند آمازون گو و دستگاه‌های خودکار است. 

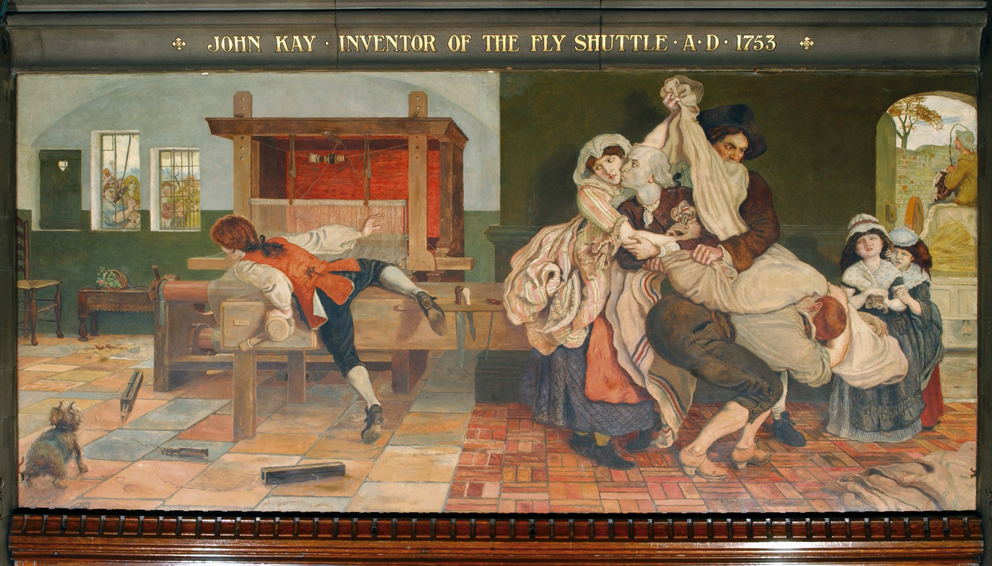
در این نقاشی از فورد مادوکس براون، مخترعی با نام جان کی در حال خداحافظی از همسر خود با بوسیدن او است در حالی که افرادی در تلاش هستند تا او را از جمعیت خشمگینی که از اختراع او خشمگین هستند را نجات دهند. اختراع او احتمال بیکاری بسیاری از این افراد خشمگین را داشت. جان کی مخترع دستگاهی بافندگی با نام Fly Shuttle بود.

به‌طور گسترده پذیرفته شده‌است که تغییرات تکنولوژیکی می‌تواند باعث از دست دادن مشاغل در کوتاه مدت شود. این دیدگاه که پیشرفت تکنولوژیک می‌تواند منجر به افزایش پایدار بیکاری شود اما مدت‌هاست که بحث‌برانگیز بوده‌است. شرکت کنندگان در بحث‌های بیکاری تکنولوژیک را می‌توان به‌طور کلی به خوش‌بینان و بدبینان تقسیم کرد. خوش‌بینان موافق هستند که نوآوری ممکن است در کوتاه مدت برای مشاغل مخرب باشد، با این حال معتقدند که اثرات جبرانی مختلف تضمین می‌کند که هرگز تأثیر منفی بلندمدت بر مشاغل وجود نخواهد داشت. در حالی که بدبینان معتقدند که حداقل در برخی شرایط، فناوری‌های جدید می‌تواند منجر به کاهش پایدار در تعداد کل کارگران شاغل شود. عبارت انگلیسی «technological unemployment» توسط اقتصاددان شناخته شده، جان مینارد کینز در دهه ۱۹۳۰ میلادی رایج شد. به گفته او بیکاری تکنولوژیک «فقط یک مرحله موقتی از ناسازگاری» است. با این حال، موضوع ماشین‌هایی که کار انسان را جابه‌جا یا حذف می‌کنند حداقل از زمان ارسطو مورد بحث بوده‌است. 

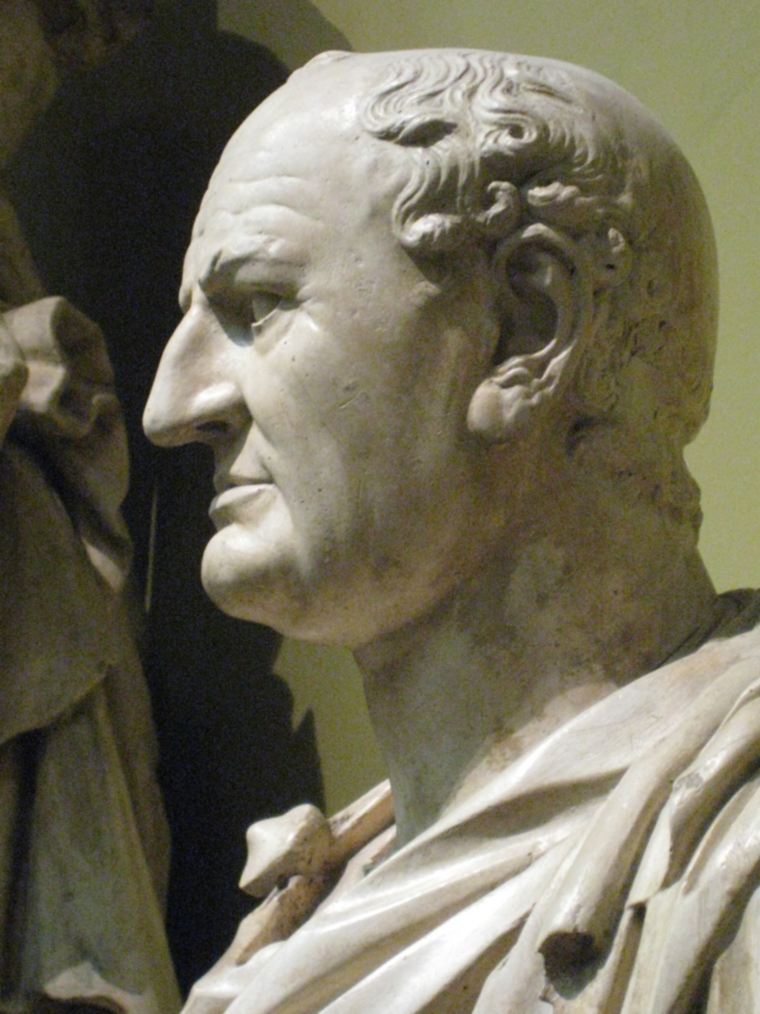
وسپاسیان، یکی از امپراتورهای روم، روشی کم هزینه‌ای در حمل و نقل کالاهای سنگین را که کارگران را بیکار می‌کرد نپذیرفت.

در جهان غرب و تا قبل از قرن هجدهم، هم نخبگان و هم مردم عادی به‌طور کلی دیدگاه بدبینانه ای نسبت به بیکاری تکنولوژیک، حداقل در مواردی که این موضوع مطرح می‌شد، داشتند. به دلیل کم بودن نرخ بیکاری در بسیاری از تاریخ پیشامدرن، این موضوع به ندرت یک نگرانی برجسته در آن جوامع بود. در قرن هجدهم، ترس از تأثیر ماشین‌آلات بر مشاغل با رشد بیکاری گسترده، به‌ویژه در بریتانیای کبیر که در آن زمان در خط مقدم انقلاب صنعتی قرار داشت، تشدید شد. با این حال، برخی از متفکران اقتصادی شروع به استدلال علیه این ترس‌ها کردند و ادعا کردند که نوآوری کلی اثرات منفی بر مشاغل نخواهد داشت. این استدلال‌ها در اوایل قرن ۱۹ توسط اقتصاددانان کلاسیک رسمیت یافت. در طول نیمه دوم قرن نوزدهم، به‌طور فزاینده ای آشکار شد که پیشرفت تکنولوژی به نفع همه بخش‌های جامعه، از جمله طبقه کارگر است و نگرانی در مورد تأثیر منفی نوآوری کاهش یافت. اصطلاح «مغالطه لادیت» برای توصیف این تفکر ابداع شد که نوآوری اثرات مضر دائمی بر اشتغال دارد. 

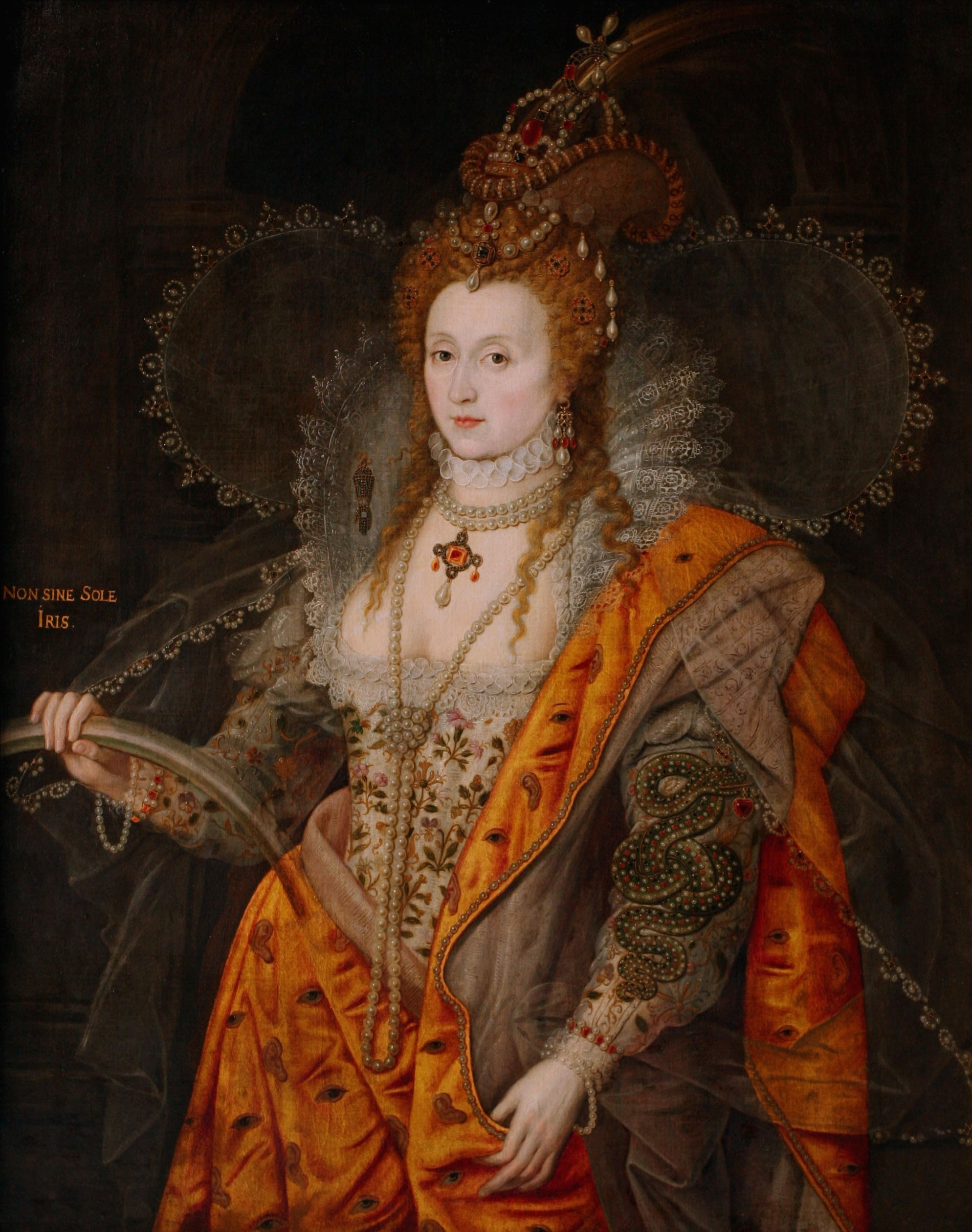
الیزابت اول از ثبت اختراع ماشین بافندگی اختراع شده توسط ویلیام لی امتناع کرد و گفت: «در نظر بگیرید که این اختراع چه کاری می‌تواند با رعایای فقیر من انجام دهد. مطمئناً با محروم کردن آنها از شغل، آنها را به تباهی می‌کشاند و در نتیجه آنها را گدا می‌کند.»

این دیدگاه که بعید است فناوری منجر به بیکاری طولانی مدت شود، بارها توسط اقلیتی از اقتصاددانان به چالش کشیده شده‌است. در اوایل دهه ۱۸۰۰ میلادی این افراد شامل دیوید ریکاردو نیز بود. ده‌ها اقتصاددان در مورد بیکاری تکنولوژیک در جریان تشدید کوتاه بحث‌هایی که در دهه‌های ۱۹۳۰ و ۱۹۶۰ اوج گرفت، هشدار داده بودند. به ویژه در اروپا، هشدارهای بیشتری در دو دهه پایانی قرن بیستم وجود داشت، زیرا مفسران به افزایش پایدار بیکاری اشاره کردند که بسیاری از کشورهای صنعتی از دهه ۱۹۷۰ متحمل شدند. با این حال، اکثریت واضحی از اقتصاددانان حرفه ای و عموم مردم علاقه‌مند دیدگاه خوش‌بینانه‌ای را در بیشتر قرن بیستم داشتند. 

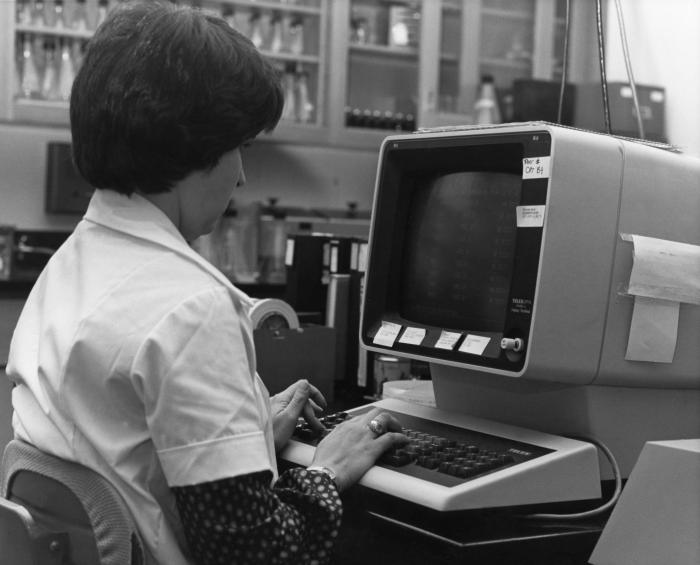
منتقدان این دیدگاه که «نوآوری باعث بیکاری پایدار می‌شود»، استدلال می‌کنند که فناوری توسط کارگران استفاده می‌شود و در مقیاس بزرگ جایگزین آنها نمی‌شود.

در دهه دوم قرن بیست و یکم، تعدادی از مطالعات منتشر شد که نشان می‌داد بیکاری تکنولوژیک ممکن است در سراسر جهان افزایش یابد. به عنوان مثال، استادان دانشگاه آکسفورد، کارل بندیکت فری و مایکل آزبورن، تخمین زده‌اند که ۴۷ درصد از مشاغل ایالات متحده در معرض خطر خودکارسازی هستند. با این حال، یافته‌های آن‌ها اغلب اشتباه تفسیر شده‌است، و آنها در رسانه خبری PBS NewsHours بیان داشتند که یافته‌های آنها لزوماً به معنای بیکاری تکنولوژیک در آینده نیست. در حالی که بسیاری از اقتصاددانان و مفسران همچنان استدلال می‌کنند که چنین ترس‌هایی بی‌اساس هستند، همان‌طور که در بیشتر دو قرن گذشته پذیرفته شده بود، نگرانی در مورد بیکاری تکنولوژیک بار دیگر در حال افزایش است. گزارشی در وایرد در سال ۲۰۱۷ میلادی از افراد آگاه مانند جین اسپرلینگ اقتصاددان و استاد مدیریت اندرو مک آفی نقل می‌کند که مدیریت از دست دادن شغل موجود و قریب‌الوقوع به دلیل اتوماسیون یک «مسئله مهم» است. نوآوری‌های تکنولوژیکی اخیر این پتانسیل را دارد که انسان‌ها را در زمینه‌های حرفه‌ای، یقه سفید، کم مهارت، خلاق و سایر «شغل‌های ذهنی» جابجا کند. گزارش توسعه جهانی بانک جهانی در سال ۲۰۱۹ استدلال می‌کند که اتوماسیون کارگران را جابجا می‌کند ولی با این حال نوآوری‌های تکنولوژیکی صنایع و مشاغل جدید بیشتری را در تعادل ایجاد می‌کند.

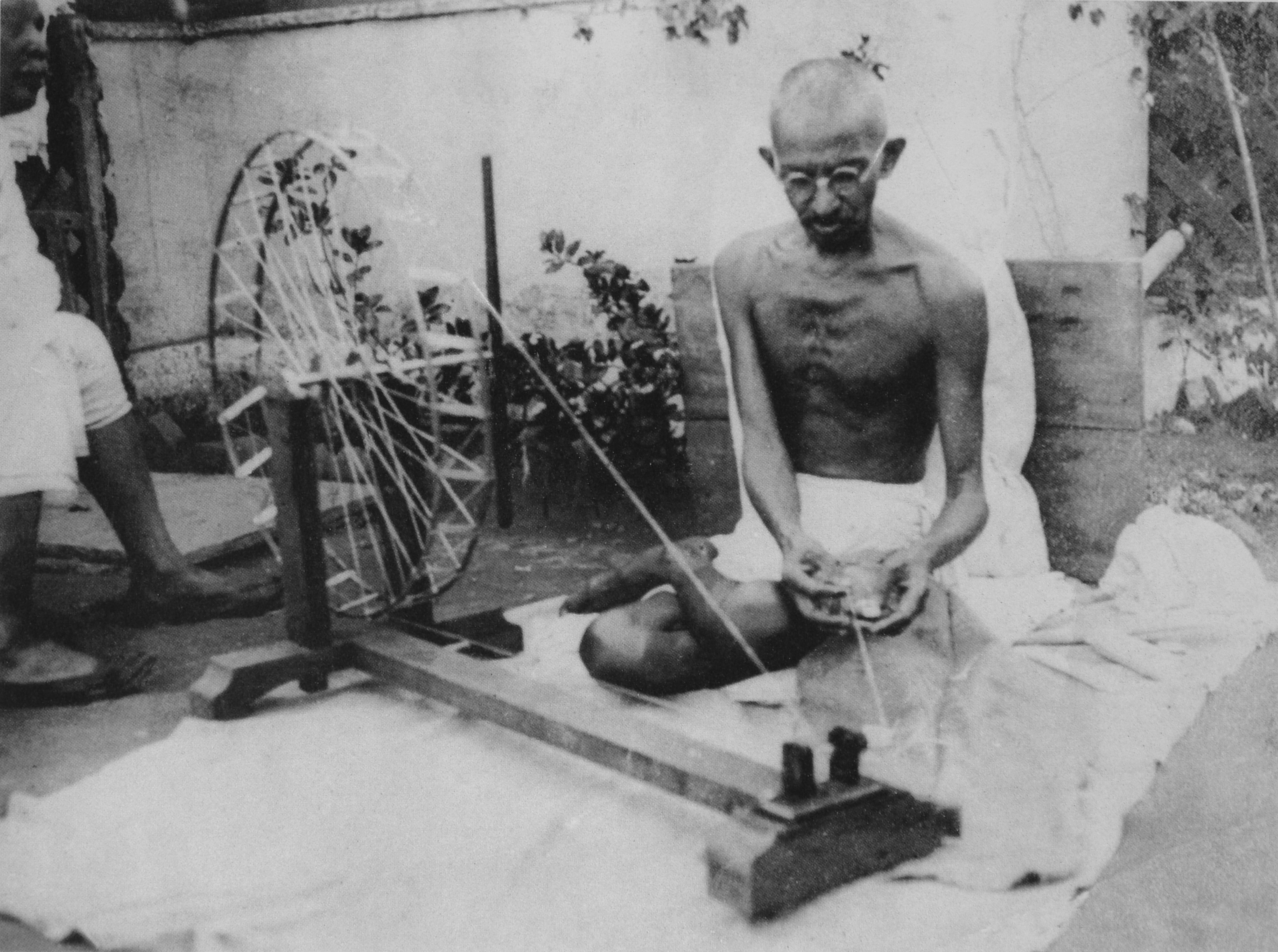
گاندی یکی از منتقدان بیکاری تکنولوژیک بود.

### استناد درون خطی
1. ↑  Chuang, Szufang; Graham, Carroll Marion (2018-09-03). "Embracing the sobering reality of technological influences on jobs, employment and human resource development: A systematic literature review". European Journal of Training and Development (به انگلیسی). 42 (7/8): 400–416. doi:10.1108/EJTD-03-2018-0030. ISSN 2046-9012.
2. ↑  The Economic Possibilities of our Grandchildren (1930). E McGaughey, 'Will Robots Automate Your Job Away? Full Employment, Basic Income, and Economic Democracy' (2018) SSRN, part 2(2)
3. ↑  Frey, Carl Benedikt; Osborne, Michael A (2017-01-01). "The future of employment: How susceptible are jobs to computerisation?". Technological Forecasting and Social Change. 114: 254–280. CiteSeerX 10.1.1.395.416. doi:10.1016/j.techfore.2016.08.019. ISSN 0040-1625.
4. ↑  "Are we on the brink of a jobless future?". PBS NewsHour (به انگلیسی). 31 August 2017. Retrieved 2017-12-15.
5. ↑  "In the Future, Will Everyone Be Unemployed?". 4 August 2014.
6. ↑  Censky, Annalyn. "What 0% unemployment looks like". CNN.
7. 1 2  Thompson, Derek (July–August 2015). "A World Without Work". The Atlantic. Retrieved 14 March 2018.
8. ↑  Dreyfuss, Emily (2017-03-24), "Hate to break it to Steve Mnuchin, but AI's already taking jobs", Wired
9. ↑  Porte, Eduardo; Manjoo, Farhad (9 March 2016). "A Future Without Jobs? Two Views of the Changing Work Force". The New York Times.
10. ↑  "The Changing Nature of Work". Retrieved 8 October 2018.
11. ↑  For a small collection of quotes by Gandhi relating to his view that innovation should be slowed while unemployment exists see The place of machines